# 김미화의 유쾌한 만남
김미화의 유쾌한 만남은 평일 밤 8시 6분에 TBS FM에서 방송했던 라디오 프로그램이다.

## 진행자
- 김미화

## 구성
| 월요일부터 목요일 - 유쾌한 퀴즈쇼: 문화상식퀴즈 - 매일문자(저기요 미화씨): 매일 묻고 답해요 금요일 - 문화로 산책: 문화계 소식 | - 월요일 - 1부 유쾌한 역사: 박광일, <유쾌한 역사 돌아보기> - 2부 요런 만담: 이용식, <사회이슈로 개그만담찾기> - 화요일 - 1부 풍문으로 들었소: 이색 취미, 시의성에 맞는 특별한 시민들과의 유쾌한 토크 - 2부 얼쑤 쓰리랑 자매: 박애리, <화제의 가사를 소리에 담은 이야기> - 수요일 : 유쾌한 초대석 - 목요일 - 1부 비밀의 책장: 표정훈, <책 처방전> - 2부 SNS가 다문화: 안윤상·류상우, <SNS 빅데이터 들여다보기> - 금요일 - 1부 문화 쓴소리: 전유성, 아님말구(유쾌한 돋보기) 전화토크 - 2부 전국 뽐내기 자랑 |